# Маслинська сільська рада
Ма́слинська сільська рада (рос. Маслинский сельский совет) — сільське поселення у складі Мішкинського району Курганської області Росії.
Адміністративний центр — село Маслі.
Населення сільського поселення становить 215 осіб (2017; 323 у 2010, 481 у 2002).

## Склад
До складу сільського поселення входять:
| Населений пункт       | Населення, осіб (2002) | Населення, осіб (2010) |
| --------------------- | ---------------------- | ---------------------- |
| Зелена Роща, присілок | 99                     | 69                     |
| Красноярка, присілок  | -                      | -                      |
| Маслі, село           | 382                    | 254                    |